# Internettoegang
Internettoegang is een technologie bestaand uit hardware en software die het mogelijk maakt bepaalde apparatuur als computer, smartphone, televisie, digitale opslag, robot of industriemachine, al dan niet onderling verbonden in een thuis- of bedrijfsnetwerk, wereldwijd met andere apparaten te verbinden via het internet. De techniek is vergelijkbaar met dat van de telefonie: een apparaat in eigen huis of bedrijf dat is verbonden met een kabelnetwerk buitenshuis, kan door het kiezen van een uniek aansluitingsnummer verbonden worden met een toestel buitenshuis dat ook internettoegang heeft. De techniek bestond al voordat het begrip internet werd gebruikt en heette toen televerbinding.
Door middel van internettoegang kunnen mensen (en machines) digitaal data versturen en ontvangen, digitale media publiceren en lezen, beluisteren en bekijken. Om dat zonder programmeerkennis te kunnen doen zijn duizenden digitale programma's ontwikkeld als pinboard, e-mail, webbrowser, up- en download applicatie (app), websitebouwer, zoekmachine, messaging, beeldbellen, games en document-samenwerking.
Internettoegang is er in verschillende technische uitvoeringen en snelheden. De eerste decennia liepen de verbindingen vooral via de telefoonkabel (koper), vanaf circa 2000 ook via televisiekabel (coax), eigen bekabeling (waaronder glasvezel), radiogolf en satelliet. Daardoor werd de snelheid waarmee data kon worden getransporteerd sterk verbeterd.

## Geschiedenis
Internettoegang was er tot eind 1980er jaren voornamelijk in de Verenigde Staten op universiteiten, onderzoeksinstellingen en bij defensie, de verbindingen heette toen Ethernet, NIC-ARPA of NSFnet. Het gebruikte programma voor de uitwisseling van data, TCP/IP, was eind jaren '70, begin jaren '80 ontwikkeld door een onderzoeksinstelling van de Amerikaanse overheid, DARPA. Voor bedrijven en particulieren werden er in Frankrijk vanaf 1979 (minitel) en in Nederland vanaf 1980 (Viditel) met internet vergelijkbare diensten aangeboden via computer en telefonieverbinding. Bekend en populair was het telebankieren van de Postbank onder de naam Girotel. Om toegang te krijgen was een modem nodig dat het inbelnummer omzette in geluidstonen en zo verbinding maakte met de computer bij de bank.
De eerste trans-atlantische e-mail werd in 1988 vanuit de VS naar het Amsterdamse Centrum voor Wiskunde en Informatica (CWI) verstuurd door goede kontakten met de Amerikaanse  internet-pionier Rick Adams.
Vanaf 1989 bood in Nederland NLnet inbelverbindingen aan bedrijven en vanaf 1993 was XS4ALL de eerste internetaanbieder in Nederland die diensten aan consumenten bood, gevolgd door De Digitale Stad (DDS), DataWeb (1994), Bart Internet Services (1994) en Luna.nl (1996). Ook SURFnet van de wetenschappelijke organisaties en de Hobby Computer Club (HCC) waren in Nederland internetpionieren.
In 1999 was de prijs voor internettoegang bij XS4ALL met een downloadsnelheid van 1Mbps, 99 gulden per maand met eenmalige aansluitkosten van 650 gulden.
Naast inbelverbindingen introduceerde KPN ook ADSL en gebood de OPTA (in 2013 opgegaan in de Autoriteit Consument en Markt) aan KPN om telefoonaansluitingen beschikbaar te stellen aan providers die hiermee concurrerende DSL-diensten konden gaan aanbieden. Al snel daarna volgden ook de kabel- en mobiele providers.
Door nieuwe diensten als webwinkelen en mobiele internettoegang veranderde het gebruik snel. Ging in 1988 minder dan 10% van de bevolking een paar maal per week minder dan 30 minuten online, was in 2013 87% dagelijks online.

## Technologie
Technisch gezien bestaat internettoegang uit een aansluiting en een randapparaat. Het randapparaat kan bijvoorbeeld een router zijn of een ADSL-modem. Op het randapparaat is het ISRA-punt gedefinieerd; het scheidingspunt tussen het netwerk van de provider en de apparatuur of bekabeling van de abonnee. De aansluiting krijgt van de provider een wisselend of een vast IP-adres of -adresblok.

### Soorten technologieën voor internettoegang
Voor de toegang tot internet zijn diverse technologieën ontwikkeld, die in eerste instantie uiteenvallen in de categorieën draadloos en vast (ofwel draadgebonden).
Vaste internettoegangTechnologieën voor vaste internettoegang zijn inbellen, DSL, kabel, vaste verbinding (huurlijn), glasvezel en straalverbinding.
Mobiele internettoegangTechnologieën voor mobiele internettoegang zijn Wifi, GSM, GPRS, EDGE, 3G/4G/5G, HSDPA, LTE, Wimax en satelliet

### Kwaliteit van internettoegang
De technische eigenschappen van de internettoegang bepalen voor een groot deel de kwaliteitservaring van het internet. Door de vrijwel onbeperkte capaciteit van de internet-backbone is de internettoegang door zijn beperkte bandbreedte vaak de bottleneck in de verbinding.
Waar een (menselijke) gebruiker meestal spreekt over 'snelle' of 'trage' internettoegang, is dit technisch gezien terug te voeren op een aantal parameters:
Werkelijk beschikbare bandbreedte
De bandbreedte wordt gewoonlijk aangegeven in (mega- of kilo-) bit per seconde en bepaalt hoe snel data over de internettoegang verstuurd kan worden. In geval van DSL en mobiele internettoegang wordt door providers regelmatig gesproken over de maximale snelheid. Deze door de technologie bepaalde maximaal haalbare snelheid wordt in de praktijk niet altijd beschikbaar voor de gebruiker.
Overboeking (contention ratio)
Er is sprake van overboeking wanneer bepaalde onderdelen van de aansluiting die gebruikt wordt voor de internettoegang worden gedeeld met meer gebruikers, bijvoorbeeld de buren. Wanneer meer gebruikers tegelijkertijd gebruikmaken van hun eigen internettoegang kan het gemeenschappelijke deel overbezet raken en de snelheid per gebruiker teruglopen en / of de vertraging toenemen. Overboeking geeft hiervoor een maat aan en wordt uitgedrukt als een getal, bijvoorbeeld 20 (of 1 op 20, 1:20). Hiermee wordt bedoeld dat een onderdeel van de verbinding door 20 gebruikers gemeenschappelijk gedeeld wordt.
Vertraging (delay of latency)
Vertraging is de tijd die verloren gaat bij het versturen van informatie over een internettoegang. Wanneer er te veel vertraging ontstaat kan dit merkbaar worden bij de gebruiker. Mobiele internettoegang op basis van GSM of 3G heeft vaak een grotere vertraging dan een vaste aansluiting. Door middel van pingen kan een indruk verkregen worden van de vertraging.
Jitter
Jitter is de variatie in de vertraging van het IP-verkeer. Sommige toepassingen zoals bijvoorbeeld spraak (VoIP) zijn gevoelig voor jitter; wanneer een internetaansluiting te veel jutter vertoont wordt dat hoorbaar als verstoring van het stemgeluid.

## Groei van aantallen en capaciteit
Internettoegang is wereldwijd gegroeid van een geschatte 10 miljoen mensen in 1993, tot bijna 40 miljoen in 1995, tot 670 miljoen in 2002, en tot 2,45 miljard in 2011. Door verzadiging van de markt stijgt het aantal aansluitingen in Nederland en andere geïndustrialiseerde landen niet meer sterk sinds circa 2010.
In 2011 had 94 procent van de Nederlandse huishoudens een internetaansluiting. In 2005 was dit nog 78 procent. Nederland staat al jarenlang op de eerste plaats van de Europese ranglijst met het grootste aandeel huishoudens die toegang hebben tot internet.
Internationaal gezien neemt zowel de gemiddelde als de maximale snelheid van internetverbindingen gestaag toe.

## Juridische aspecten van vrije internettoegang
Door het internationale karakter en de onafhankelijke beheer is het internet niet of nauwelijks door een nationale staat, organisatie of individu te beïnvloeden. Wel proberen sommige regeringen van landen, bedrijven of religieuze organisaties internettoegang voor mensen om uiteenlopende redenen te beperken. Het kan daarbij gaan om specifieke soorten 'content' zoals bijvoorbeeld pornografie, of informatie die een organisatie of regering onwelgevallig is. 

### Netneutraliteit in Nederland
In de Telecomwet is artikel 7.4a gewijd aan het garanderen van vrije internettoegang. Het artikel stelt:
"Aanbieders van openbare elektronische communicatienetwerken waarover internettoegangsdiensten worden geleverd en aanbieders van internettoegangsdiensten belemmeren of vertragen geen diensten of toepassingen op het internet, tenzij en voor zover de betreffende maatregel waarmee diensten of toepassingen worden belemmerd of vertraagd noodzakelijk is…"
Dit artikel is in 2012 aan de wet toegevoegd om netneutraliteit te garanderen.

### Internettoegang als mensenrecht
Verschillende bewegingen, uitspraken, meningen en aanbevelingen hebben tot het idee geleid dat internettoegang een burgerrecht of misschien zelfs een mensenrecht is.
Diverse landen hebben wetten aangenomen die de staat verplichten om zich in te spannen om internettoegang breed beschikbaar te maken en/of om te voorkomen dat de staat de toegang tot informatie en het internet voor zijn burgers onredelijk beperkt.
- Costa Rica: Een uitspraak van 30 juli 2010 van het Hooggerechtshof van Costa Rica sprak over "het fundamentele recht" op toegang tot informatietechnologieën, "in het bijzonder het recht op internettoegang ofwel toegang tot het 'world wide web'."[7]
- Finland: Per Juli 2010 diende iedere persoon in Finland, op aanwijzing van het ministerie van Transport en Communicatie van Finland, over een breedband internettoegang te kunnen beschikken van (ten minste) één megabit per seconde. Per 2015 dient dat een verbinding van (ten minste) 100 Mb/s te zijn.[8]
- Frankrijk: In juni 2009 verklaarde het Constitutionele Hof van Frankrijk internettoegang tot een mensenrecht in een besluit dat in sterke bewoordingen delen van de HADOPI wet buiten werking stelde. De HADOPI wet zou het mogelijk gemaakt hebben om misbruik op te sporen en zonder gerechtelijke tussenkomst internettoegang te blokkeren van diegenen die na twee waarschuwingen doorgaan met het downloaden van illegaal materiaal.[9]
- Griekenland: Artikel 5A van de Griekse Grondwet stelt dat alle personen het recht hebben om deel te nemen aan de Informatiemaatschappij en dat de staat de verplichting heeft om de productie, uitwisseling, verspreiding en toegang tot elektronische informatie mogelijk te maken.[10]
- Spanje: Vanaf 2011 heeft Telefónica, de voormalige staatsmonopolist en de concessiehouder, de plicht om in heel Spanje tegen een redelijke prijs een breedband dienst te leveren met ten minste één Megabit per seconde.[11]
- Zwitserland: Sinds de Telekommunikatiemark geopend werd in 1997 is een aanbieder verplicht een basis telefonie- en Internetproduct te leveren. De wet is in 2018 aangepast en moet iedere burger een Internettoegang van 3000/300 kbit/sec garanderen.[12]